# Beco (Ferreira do Zêzere)
Beco é uma povoação portuguesa sede da Freguesia de Beco do município de Ferreira do Zêzere, freguesia com 16,21 km² de área e 753 habitantes (censo de 2021), tendo, por isso, uma densidade populacional de 46,5 hab./km².

## Demografia
A população registada nos censos foi:
| Distribuição da População por Grupos Etários | Distribuição da População por Grupos Etários | Distribuição da População por Grupos Etários | Distribuição da População por Grupos Etários | Distribuição da População por Grupos Etários |
| -------------------------------------------- | -------------------------------------------- | -------------------------------------------- | -------------------------------------------- | -------------------------------------------- |
| Ano                                          | 0-14 Anos                                    | 15-24 Anos                                   | 25-64 Anos                                   | > 65 Anos                                    |
| 2001                                         | 150                                          | 131                                          | 534                                          | 296                                          |
| 2011                                         | 99                                           | 95                                           | 446                                          | 266                                          |
| 2021                                         | 67                                           | 74                                           | 346                                          | 266                                          |

## História
A partir de 1321 – data em que se processa o reordenamento administrativo da região, após a fundação da Ordem Militar de Nosso Senhor Jesus Cristo – o lugar do Beco aparece integrado à comenda de Dornes. Inicialmente dependente da paróquia de Nossa Senhora do Pranto, o pequeno povoado emancipa-se como freguesia no ano de 1510, data em que é fundada a igreja paroquial de Santo Aleixo do Beco. Esta freguesia iria mesmo conhecer um franco desenvolvimento ao longo dos séculos XVII e XVIII, de tal forma que, em 1791, o Dr. Eusébio Inácio Cotrim tentaria, em vão, a mudança de sede de concelho de Dornes para aquela localidade. Em 1836 deixou de pertencer a Dornes e passou a integrar o concelho (atual município) de Ferreira do Zêzere.

## Etimologia
De acordo com Augusto Pinho Leal (1873-1882), etimologicamente a palavra Beco deriva do turco Beiq (que se pronuncia bêque). É o mesmo que capitão; vem pois a ser Povo do Capitão.

## Lugares
Alqueidão de Santo Amaro, Barreirinha, Beco, Brasileira, Carraminheira, Carvalheira, Casal dos Nabos, Casal do Zote, Corujeira, Cova do Souto, Cruz dos Canastreiros, Curral do Concelho, Entre Valados, Estrequeiros, Fonte Seca, Gericó, Guardão, Horta da Coelha, Horta Nova, Janafonso, Janalvo, Lameiras, Madroeira, Martimbraz, Milharadas, Outeiro do Marco, Ponte do Alqueidão, Portela do Braz, Quinta da Benta, Quinta da Joana, Quinta do Telhado, Ral, Rebalvia, Ribelas, S. Gonçalo, S. Jordão, Sra. da Orada, Souto, Valada, Vale da Carreira, Vale do Rocio, Ventoso

## Acervo natural
Augusto Pinho Leal (1873-1882) descreve o termo do Beco da seguinte maneira: 
“É terra fértil. Tem muita castanha e grande abundância de madeira de castanho, o que tudo exporta para Lisboa em grande quantidade, com o que faz bom comércio”.

## Pontos de Vista
Serra de São Paulo e Serra do Casal

## Rios e Ribeiras
Ribeira do Rebêlo, que desagua no Zêzere

## Actividades económicas
Agricultura, construção civil, pequeno comércio e exploração florestal

## Festas e Romarias
Nossa Senhora da Orada e Santo Aleixo (Julho) e Nossa Senhora da Conceição (Agosto)

## Personalidades
António Baião (Historiador e Pedagogo) e João da Costa (Benemérito)

## Património
- Igreja Matriz do Beco ou Igreja Paroquial de Santo Aleixo (Beco), várias casas brasonadas e capelas de Penha de França e Senhora da Orada

## Artesanato
- Arranjos florais